# 지진방재대책강화지역

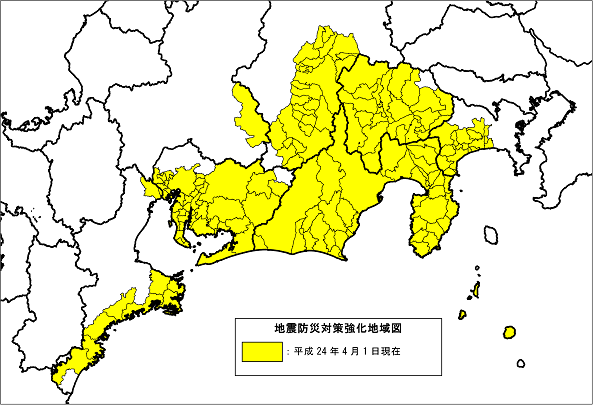
지진방재대책강화지역

지진방재대책강화지역(일본어: 地震防災対策強化地域)은 대규모지진대책특별조치법 제3조의 규정에 따라 내각총리대신이 대규모 지진이 발생할 우려가 크다고 인정하는 지역에서 대규모 지진이 발생했을 경우, 많은 재해가 발생할 수 있기 때문에 지진 방재에 관한 대책을 강화할 필요가 있는 곳으로 지정한 지역을 의미한다.
내각총리대신은 지진방재대책강화지역으로 지정 또는 지정 해제하고자 할 때, 미리 중앙방재회의에 자문해야 한다. 또한 지정하려는 관계 도도부현지사의 의견을 들어야하며, 그 관계도도부현 지사는 미리 관계된 시정촌 장의 의견을 들어야 한다.
내각총리대신은 지진방재대책강화지역의 지정 또는 해제를 할 때 그 뜻을 알리도록 되어 있다.
또한, 대규모지진대책특별조치법 제4조에서 국가는 강화 지역과 관련된 대규모 지진의 발생을 예지하고, 이로써 지진 재해의 발생 방지 및 경감을 위해 계획적으로 지상 및 수상을 상시 관측하며, 지진에 관한 토지 및 수역의 측량 밀도를 높이는 등의 관측과 측량 실시의 강화를 도모해야 한다고 규정돼 있다.

## 지진방재대책강화지역으로 지정된 지역
도쿄도
- 니지마촌, 고즈시마촌, 미야케촌

가나가와현
- 히라쓰카시, 오다와라시, 지가사키시, 하다노시, 아쓰기시, 이세하라시, 에비나시, 미나미아시가라시, 사무카와정, 오이소정, 니노미야정, 오이정, 나카이정, 마쓰다정, 야마키타정, 가이세이정, 하코네정, 유가와라정, 마나즈루정

야마나시현
- 고후시, 후지요시다시, 쓰루시, 야마나시시 (구 미토미촌 제외), 오쓰키시, 니라사키시, 미나미알프스시, 호쿠토시, 가이시, 후에후키시, 우에노하라시, 고슈시, 주오시, 이치카와미사토정, 후지카와정, 미노부정, 난부정, 쇼와정, 도시촌, 니시카쓰라정, 오시노촌, 야마나카코촌

나가노현
- 이다시, 이나시, 고마가네시, 오카야시, 스와시, 지노시, 시모스와정, 후지미정, 하라촌, 오시카촌, 다쓰노정, 미노와정, 미나미미노와촌, 이지마정, 나카가와정, 미야다촌, 마쓰카와정, 다카모리정, 아난정, 아치촌, 시모조촌, 덴류촌, 야스오카촌, 다카기촌, 도요오카촌

기후현
- 나카쓰가와시

시즈오카현 (전체)
- 시즈오카시, 하마마쓰시, 누마즈시, 아타미시, 미시마시, 후지노미야시, 이토시, 시마다시, 후지시, 이와타시, 가케가와시, 후지에다시, 고텐바시, 후쿠로이시, 시모다시, 스소노시, 고사이시, 이즈시, 오마에자키시, 기쿠가와시, 이즈노쿠니시, 마키노하라시, 가모군, 히가시이즈정, 가와즈정, 미나미이즈정, 마쓰자키정, 니시이즈정, 간나미정, 시미즈정, 나가이즈미정, 오야마정, 시바카와정, 요시다정, 가와모토정, 모리정

아이치현
- 나고야시, 도요하시시, 오카자키시, 한다시, 도요카와시, 쓰시마시, 헤키난시, 가리야시, 도요타시, 안조시, 니시오시, 가마고리시, 도코나메시, 신시로시, 도카이시, 오부시, 지타시, 지류시, 다카하마시, 도요아케시, 닛신시, 미요시시, 아마시, 도고정, 나가쿠테 시, 오하루정, 가니에정, 도비시마촌, 야토미시, 아이사이시, 아구이정, 히가시우라정, 미나미치타정, 미하마정, 다케토요정, 고타정, 시타라정, 도에이정, 다하라시

미에현
- 이세시 (구 오바타정은 제외), 오와세시, 도바시, 구마노시 (구 기와정 제외), 구와나시 (구 나가시마정만), 기소사키정, 미나미이세정, 다이키정 (구 기세이정만), 시마시, 기호쿠정

## 같이 보기
- 도카이 지진
- 비상 관리

## 참고 문헌
- 도카이 지진에 관련된 지진방재대책강화지역 (안) 보관됨 2007-09-27 - 웨이백 머신 내각부방재담당, 2002년 4월 23일
- 도카이 지진에 관련된 지진방재대책강화지역 (시읍면 일람) 보관됨 2016-02-01 - 웨이백 머신 관보, 2002년 4월